# Унија исламских судова
Савез исламских судова је била група исламских вођа који су се удружили у самопрокламованом судском систему са шеиком Шарифом Ахмедом као врховним вођом. Тренутно они држе контролу над Могадишом, главним градом Сомалије и Џоухаром, аеродромским местом 80 километара северније.
Јула 2006, Хасан Дахир Авејс је постао нови вођа.

## Историја
Након пада сомалијске владе 1991, систем исламских судова заснованих на шаријама је постао главни судски систем. Он се финансирао средствима чланова или међународних исламских фондова. Током времена суд је почео да пружа друге услуге као што је образовање и здравствена заштита. Суд је такође деловао као локална полицијска организација, који су плаћали локални пословни људи да би смањио стопу криминала. Савез је преузео на себе заустављања пљачки и продају дроге, као и спречавање приказивања у месним биоскопима онога за шта се сматра да је порнографија. Сомалија је скоро потпуно муслиманска земља и те институције су имале велику подршку народа. Присталице суда и друге установе су се ујединиле да формирају Савез исламског суда, оружану милицију. 1999. група је почела да шири своју власт. У априлу су преузели контролу над главном пијацом у Могадишу, а у јулу су заузели пут од Могадиша до Афгоја. 
Ипак, како је суд почео да декларише себе као представника правде, дошао је у сукоб са секуларним поглавицама који су контролисали већи део града. Као реакција на растућу моћ Савеза исламског суда, група могадишких поглавица је основала Алијансу за враћање мира и контратероризам. Ово је била велика промена пошто су ове поглавице ратовале много година између себе. Почетком 2006, ове две групе су се учестало сукобљавале, а маја те године борбе су прерасле у уличне борбе за престоницу, укупно узевши животе 80 људи. 5. јуна 2006, Савез исламског суда је изјавио да они сада контролишу Могадишо.
Док Бушова администрација није ни потврдила ни порекла подршку, амерички званичници су анонимно потврдили да је америчка влада финансирла Алијансу, због сумњи да је Савез повезан са Ал Каидом и да скрива тројицу вођа Ал Каиде који су умешани у недавне терористичке нападе, укључујући и подметања бомби у америчке амбасаде 1998. у Кенији и Танзанији. Постоје страхови у САД да ће победа Савеза закомпликовати рат против тероризма.
6. јуна 2006, Савез је изјавио да они контролишу цео Могадишо и сву територију у кругу од 100 километара. За поглавице је речено или да су заробљене или да су напустиле из град, оставивши већину свог оружја и побегавши у Џоухар, који је милиција Савеза заузела 14. јуна. Савез сада има контролу над већином оружја у земљи, које чини повратак поглавица мало вероватним. Савез такође значајну територију изван главног града, укључујући и важан град Балад.
Једина друга важнија снага у централној Сомалији је Сомалијска прелазна влада. Као резултат колапса моћи поглавица, четворица представника у Прелазној влади је смењено са својих места. Прелазна влада се налази у граду Баидоа, 250 километара од Могадиша. Тренутно је јављено да се становници наоружавају, очекујући да ће Савез ускоро покушати да заузме град. Привремени премијер Али Мухамед Геди је изјавио да би желео да се сретне са вођама Савеза. Након победе Савеза у Могадишу, прелазна влада је тражила да у Сомалију дођу страни миротворци из Афричке уније. Афричка унија подржава прелазну владу и служила би за њену одбрану од Савеза. Савез је одбио понуду за миротворцима, казавши да је Сомалији потребна помоћ, а не још војника. 
Друга два центра моћи су владе Пунтланда и Сомалиленда, које тврде да су аутономне или у случају Сомалилиенда, независност. Остатак земље контролишу остале поглавице.
Рат у Сомалији 2006-2007 срушио је њихову власт.

## Структура и састав
Председник Шариф Шеик Ахмед је виђен као умерен и стално је понављао да је циљ Савеза повратак реда након 15 година насиља. Међутим, од 11 судова који чине Савез, два имају репутацију радикалних. Једну предводи Хасан Дахир Авејс, који је на америчкој листи осумњичених терориста као бивши вођа групе Ал Итихад Ал Исламија, која је повезана са Ал Каидом. Западне дипломате су забринуте због другог вође Адана Хашија Ајра, који је обучаван у Авганистану и чија је милиција умешана у смрти 5 страних хуманитараца и продуцента БиБиСија. У свим осим у једном од судова доминира Хауји клан. Верује се да се осумњичени из постављања бомби у амбасаде крију у Сомалији и да им помаже Савез. Такође има извештаја о страним муџахединима који се боре заједно са Савезом. Широко је распрострањено веровање да су САД финасирале секуларне поглавице управо због тих страхова. Међутим, Сомалија има малу историју радикалног ислама и Савез није спроводио најекстремниије облике исламског права, као што је одсецање руке лоповима.